# Estación Uilenstede
Uilenstede es una parada de tranvía dentro de la ciudad de Amstelveen, Países Bajos. La parada da servicio a las líneas de tranvía 5 y 25. La línea 25, denominada Amsteltram antes de recibir su número de línea, se inauguró oficialmente el 13 de diciembre de 2020, extraoficialmente 4 días antes, el 9 de diciembre.
Antes de ser reconstruida en 2019 y 2020, la parada servía tanto a los tranvías de piso bajo de la línea 5 de tranvía como a los tranvías de piso alto de la línea 51 de metro, un servicio híbrido de metro/tranvía exprés (tren ligero) que abrió en 1990. Ambas líneas 5 y 51 compartían el mismo par de vías pero usaban plataformas adyacentes separadas. Había un par de andenes de bajo nivel para la línea 5 y un par de andenes separados de alto nivel para la línea 51, con escaleras que conectaban los dos niveles de los andenes. A diferencia de la parada actual, la antigua parada estaba ubicada al nivel de la calle y las vías solían cruzar la calle Kronenburg a nivel. En 2019, se canceló el servicio de la línea 51 del metro al sur de la Estación Amsterdam Zuid para reconstruir las estaciones y acomodar solo los tranvías de piso bajo de las líneas 5 y 25.